# Istarska koza
Istarska koza je hrvatska pasmina domaće koze.

## Odlike
Bijelo je boje. Mjestimice ima sivih i smeđih preljeva. Njuška je ponekad pigmentirana. Također je pigmentacija ponekad vidljiva s unutarnje strane ušiju, po nogama ili vimenu. Mužjaci narastu do 90 cm, a ženke do 75 cm. Masa mužjaka je do 120 kg, a ženkâ do 80 kg. Kod obaju spolova rozi su uvinuti k natrag. Dužina rogova može doći do skoro jednog metra. Osim vrlo dugih rogova, prepoznatljiva je brada koja naraste i do 30 cm.

## Uzgoj
Istarska koza je jako otporna, prilagodljiva i ne traži puno resursa za uzgoj.
U Istri ju 2025. uzgaja sedam uzgajivača.